# 2-es villamos (Prága)
A prágai 2-es jelzésű villamos a Sídliště Petřiny és a Nádřazí Braník között közlekedik.

## Története
2015. áprilisi megszűnése után 2016. augusztus 28-án indították újra a 2-es villamost Sídliště Petřiny és Nádřazí Braník között.

## Útvonala
| Nádřazí Braník felé | Sídliště Petřiny felé |
| --- | --- |
| Sídliště Petřiny – Na Petřinách – Střešovická – Patočkova – Milady Horákové – Badeniho – Chotkova – Pod Bruskou – Klárov – Mánesův most – Náměstí Jana Palacha – Křižovnická – Smetanovo nábřeží – Národní – Spálená – Karlovo náměstí – Na Moráni – Rašínovo nábřeží – Podolské nábřeží – Modřanská – Nádraží Braník | Nádraží Braník – Modřanská – Podolské nábřeží – Rašínovo nábřeží – Na Moráni – Karlovo náměstí – Spálená – Národní – Smetanovo nábřeží – Křižovnická – Náměstí Jana Palacha – Mánesův most – Klárov – Pod Bruskou – Chotkova – Badeniho – Milady Horákové – Patočkova – Střešovická – Na Petřinách – Sídliště Petřiny |

## Megállóhelyei
| 0  | Sídliště Petřiny végállomás | 46 | 1                                         |
| 1  | Petřiny                     | 44 | A 1                                       |
| 2  | Větrník                     | 43 | 1                                         |
| 3  | Vojenská nemocnice          | 42 | 1                                         |
| 5  | Baterie                     | 40 | 1                                         |
| 6  | Ořechovka                   | 39 | 1                                         |
| 7  | Sibeliova                   | 38 | 1                                         |
| 9  | Vozovna Střešovice          | 36 | 1, 25                                     |
| 10 | Prašný most                 | 34 | 1, 25                                     |
| 12 | Hradčanská                  | 32 | A 1, 8, 12, 18, 20, 25, 26 R24 R45 S5 S54 |
| 14 | Chotkovy sady               | 29 | 12, 18, 20                                |
| 17 | Malostranská                | 26 | A 12, 15, 18, 20, 22, 23                  |
| 20 | Staroměstská                | 24 | A 17, 18                                  |
| 21 | Karlovy lázně               | ∫  | 17, 18                                    |
| ∫  | Národní divadlo             | 22 | 9, 17, 18, 22, 23                         |
| 23 | Národní divadlo             | 20 | 9, 17, 18, 22, 23                         |
| 25 | Národní třída               | 19 | B 9, 18, 22, 23                           |
| ∫  | Novoměstská radnice         | 16 | B 3, 6, 14, 18, 22, 23, 24                |
| 27 | Karlovo náměstí             | 15 | B 3, 4, 6, 10, 14, 16, 18, 22, 23, 24     |
| 28 | Moráň                       | ∫  | B 3, 4, 10, 14, 16, 18, 24                |
| 31 | Palackého náměstí           | 13 | B 3, 4, 7, 10, 16, 17, 21                 |
| 32 | Palackého náměstí (nábřeží) | 12 | 3, 7, 17, 21                              |
| 33 | Výtoň                       | 10 | 3, 7, 17, 21 · P5                         |
| 37 | Podolská vodárna            | 8  | 3, 17, 21                                 |
| 38 | Kublov                      | 6  | 3, 17, 21 · P3                            |
| 40 | Dvorce                      | 4  | 3, 17, 21                                 |
| 42 | Přístaviště                 | 2  | 3, 17, 21                                 |
| 43 | Pobřežní cesta              | 1  | 3, 17, 21                                 |
| 46 | Nádraží Braník végállomás   | 0  | 3, 17, 21 S8 S88                          |